# Takvim-i Vekayi
Le Takvim-i Vekayi (Calendrier des faits) est le premier journal entièrement en turc. Il fut lancé par le sultan Mahmoud II le 11 novembre 1831 ayant le rôle de journal officiel de l'Empire ottoman. Avec les Tanzimat il fut également publié en arabe, persan, grec, arménien et français.